# Майраго
Майраго (итал. Mairago) — коммуна в Италии, располагается в регионе Ломбардия, в провинции Лоди.
Население составляет 1053 человека (2008 г.), плотность населения составляет 96 чел./км². Занимает площадь 11 км². Почтовый индекс — 26825. Телефонный код — 0371.
Покровителем коммуны почитается святой Фирм, празднование во второе воскресение августа.

## Демография
Динамика населения:

## Известные уроженцы
В Майраго родился итальянский ботаник, энтомолог, паразитолог Агостино Басси.

## Администрация коммуны
- Официальный сайт: http://www.comune.mairago.lo.it/